# Château de Montevetrano
Le château de Montevetrano est un château médiéval construit au XIe siècle sur la colline de Montevetrano dans la commune de San Cipriano Picentino, province de Salerne en Campanie.

## Historique
La forteresse est issue d'un castrum romain du IIIe siècle av. J.-C. créé pour contrôler les populations picentines, déportées dans la plaine du Sélé.
Entre les XIe et XIIIe siècles, elle était dotée de murs d'enceinte, avec une porte d'accès du côté nord, et d'une tour cylindrique située à l'intérieur de la cour.
En 1867, les carabiniers utilisèrent le château pour contrôler les incursions des brigands.
Pendant la Seconde Guerre mondiale, le château fut occupé par l'armée allemande laquelle, grâce à sa position stratégique, pouvait contrôler toute la vallée du Sélé depuis la colline.
Les murs d'enceinte du château sont encore intacts, quatre pièces intérieures, la tour cylindrique à trois niveaux et deux grandes citernes.